# 沃辛 (南达科他州)
沃辛（英語：Worthing），是美国南达科他州下属的一座城市。根据2010年美国人口普查，该市有人口916人。论人口在本州排行第69。